# Copa Tijuana 2014
La Copa Tijuana 2014 fue la segunda edición, en la que participaron el Dorados de Sinaloa, el Defensa y Justicia, el U. de G. y el club anfitrión, Club Tijuana. El torneo fue organizado por El Club Tijuana. Se coronó el Dorados de Sinaloa al vencer 2-0 en la final al Defensa y Justicia.

## Fase
|  | Semifinales                  | Semifinales                  |   |                              | Final                        | Final |  |
|  |                              |                              |   |                              |                              |       |  |
|  |                              |                              |   |                              |                              |       |  |
|  | Estadio Caliente, 3 de julio |                              |   |                              |                              |       |  |
|  | Dorados de Sinaloa           | 3                            |   |                              |                              |       |  |
|  | U. de G.                     | 1                            |   |                              |                              |       |  |
|  |                              |                              |   |                              |                              |       |  |
|  |                              |                              |   |                              | Estadio Caliente, 5 de julio |       |  |
|  |                              |                              |   |                              | Dorados de Sinaloa           | 2     |  |
|  |                              | Defensa y Justicia           | 0 |                              |                              |       |  |
|  |                              |                              |   |                              |                              |       |  |
|  |                              |                              |   |                              |                              |       |  |
|  |                              |                              |   |                              | Tercer lugar                 |       |  |
|  | Estadio Caliente, 3 de julio | Estadio Caliente, 3 de julio |   | Estadio Caliente, 5 de julio | Estadio Caliente, 5 de julio |       |  |
|  | Defensa y Justicia (3:0 p)   | 1                            |   | Club Tijuana                 | 1                            |       |  |
|  | Club Tijuana                 | 1                            |   |                              | U. de G.                     | 0     |  |

|                            |
| Dorados Campeón 1º título. |

- Datos: Q17563190